# Ivan I van Moskou
Ivan I Danilovitsj Kalita (Ivan de Geldzak of de Spaarzame) (Russisch: Иван I Данилович Калита) (Moskou, 1288 - aldaar, 31 maart 1340) was prins (knjaz) van het Grootvorstendom Moskou (vanaf 1325) en Grootvorst van Vladimir-Soezdal (vanaf 1328). Hij was de tweede zoon van Daniel Aleksandrovitsj en een kleinzoon van Alexander Nevski. Onder hem ontwikkelde Moskou zich tot een handelscentrum en verdubbelde het grondgebied.
Na de afvalligheid van het Vorstendom Tver, waarvan vorst Michail Jaroslavitsj een verbond had gesloten met Litouwen, werd khan Mohammed Özbeg van de Blauwe Horde gedwongen om op Ivan te vertrouwen als zijn grootste Russische vazal.
In 1327 werd Tver binnengevallen door de Tataarse legers van khan Sjevkal, een neef van Özbeg die zoon Aleksander van Michail van de troon joeg (hij was net een jaar Grootvorst, nadat zijn broer Dmitri de Vreselijk ogende was geëxecuteerd een jaar eerder) en zijn troepen een pogrom startten in Tver. Toen daarop een gerucht ontstond dat de Tataren de islam wilden invoeren en vorst Aleksander wilden vermoorden, vermoordde een woedende volksmeute de Tataarse soldaten en verbrandde de khan en zijn gevolg levend. Nog voordat Aleksander echter zich kon verontschuldigen over het gedrag van de bevolking bij de khan in de hoofdstad Sarai, trok Ivan, wiens broer en voorganger Joeri was vermoord door Aleksanders vader Michail, naar de khan en bracht verslag uit over het incident. De woedende khan stuurde daarop een 50.000 man tellende strafexpeditie onder leiding van Ivan naar Tver en veroverde de stad, Aleksander moest daarbij vluchten en het vorstendom Tver hield op te bestaan. Tver werd daarop gezamenlijk geleid door Ivan en Aleksander van Soezdal tot 1331 toen Ivan het alleenrecht kreeg. In 1337 probeerden Aleksander van Tver en zijn zoon Fjodor Tver te heroveren met hulp van de Litouwers. Bij de daaropvolgende onderhandelingen met de Mongolen werden ze echter het slachtoffer van intriges door Ivan en werden daarop in 1338 geëxecuteerd.
Ivan was de belangrijkste belastinginner van de Mongolen en wist Moskou en zichzelf erg rijk te maken door zijn trouw aan de Horde, waarvan zijn naam "Geldzak" afstamt. Hij gebruikte zijn welvaart om leningen te verlenen aan aangrenzende Russische vorstendommen. Deze steden raakten daarop steeds dieper in de schulden, wat Ivans opvolgers de mogelijkheid bood om hun gebieden te annexeren. Een ander groot succes was het overtuigen van de khan in Sarai dat zijn zoon hem zou opvolgen als grootvorst van Vladimir. Deze belangrijke positie zorgde ervoor dat deze belangrijke positie vanaf die tijd bijna altijd toeviel aan het heersende huis over Moskovië. Doordat zijn familie zo loyaal was aan de khans, wisten ze bij de daarop volgende verwoestingen in Rusland door de Tataren grotendeels buiten schot te blijven, wat ertoe leidde dat Ivans kleinzoon Dmitri Donskoi een sterk leger op de been kon brengen en bij de Slag op het Koelikovo-veld de Mongolen voor het eerst wist te verslaan.
Een belangrijke factor in zijn regering was de ondersteuning door de kerk. Metropoliet Peter van Kiev verplaatste in 1325 of 1328 zijn zetel van Vladimir naar Moskou, omdat de vorsten van Tver hem afwees als een door de Patriarchen in Constantinopel benoemde kandidaat. Moskou ondersteunde hem, waardoor de band tussen Moskou en metropoliet Peter en zijn opvolger Theognost werd versterkt, al waren ze nog wel vazallen van de islamitische Tataren. Anderzijds betekende de overheveling naar Moskou een erkenning van de heerschappij van Moskou over het hele roes'.
Ivan kreeg twee zonen; Simeon ("de Trotse") en Ivan II ("de Bescheidene") die Moskou tot het religieuze centrum van Rusland maakten.